# 2台ピアノ
2台ピアノ（にだいピアノ）は、2台のピアノを2人の奏者が弾く重奏の一種である。ピアノ・デュオ（piano duo）とも呼ぶ。ピアノ二重奏と呼ぶ場合もあるが、この場合は広義には1台のピアノを2人の奏者が弾く連弾（四手）も含まれる。

## 2台ピアノのための主な楽曲
- モーツァルト：2台のピアノのためのソナタ ニ長調 K.448 (375a) 、2台ピアノのための協奏曲 変ホ長調 K.365 (316a) など
- シューマン：アンダンテと変奏曲
- ショパン：ロンド ハ長調
- リスト：「ドン・ジョヴァンニ」の回想（自身による編曲）、2台のピアノのための悲愴協奏曲、また2台ピアノのための編曲多数
- ブラームス：ハイドンの主題による変奏曲（管弦楽版に先行して完成）
- サン＝サーンス：ベートーヴェンの主題による変奏曲、死の舞踏 (自身による編曲)
- ドビュッシー：白と黒で、牧神の午後への前奏曲 (自身による編曲)
- ラフマニノフ：組曲第1番、組曲第2番、交響的舞曲
- レーガー：バッハのブランデンブルク協奏曲や管弦楽組曲の2台ピアノ編曲版など、2台ピアノのための編曲が多数)
- ラヴェル：耳で聴く風景、スペイン狂詩曲（管弦楽版に先行して完成）
- ヴォーン・ウィリアムズ：2台ピアノのための協奏曲
- ストラヴィンスキー：2台のピアノのための協奏曲、春の祭典（作曲者自身による編曲）
- プーランク：2台のピアノのための協奏曲
- ミヨー：スカラムーシュ
- ルトスワフスキ：パガニーニの主題による変奏曲
- ショスタコーヴィチ：2台のピアノのための組曲
- メシアン：アーメンの幻影
- ライヒ：ピアノ・フェイズ
- アダムズ：ハレルヤ・ジャンクション
- シュトックハウゼン：マントラ